# Sturisoma brevirostre
Sturisoma brevirostre är en fiskart som först beskrevs av Eigenmann och Eigenmann, 1889.  Sturisoma brevirostre ingår i släktet Sturisoma och familjen Loricariidae. Inga underarter finns listade i Catalogue of Life.